# Cyclosa espumoso
Cyclosa espumoso Levi, 1999 è un ragno appartenente alla famiglia Araneidae.

## Etimologia
Il nome della specie deriva dal comune brasiliano di Espumoso, nel cui territorio sono stati rinvenuti gli esemplari.

## Caratteristiche
L'olotipo maschile ha dimensioni: cefalotorace lungo 1,53mm, largo 1,13mm; opistosoma lungo 1,37mm.

## Distribuzione
La specie è stata reperita nel Brasile meridionale: a Salto de Jacuí, località del comune di Espumoso, appartenente allo stato di Rio Grande do Sul.

## Tassonomia
Al 2013 non sono note sottospecie e dal 1999 non sono stati esaminati nuovi esemplari.